# Philoliche caffra
Philoliche caffra är en tvåvingeart som först beskrevs av Macquart 1847.  Philoliche caffra ingår i släktet Philoliche och familjen bromsar.
Artens utbredningsområde är Lesotho. Inga underarter finns listade i Catalogue of Life.